# 2. česká fotbalová liga 2010/2011
Sezóna 2010/11 2. ligy je 18. sezónou v samostatné české fotbalové lize. Z minulého ročníku 1. české fotbalové ligy sestoupil tým SK Kladno. Naopak z nižších soutěží postoupili FK Spartak MAS Sezimovo Ústí jako vítěz ČFL, SK Slovan Varnsdorf jako šestý tým ČFL a 1. SC Znojmo jako vítěz MSFL. Původně měl být v soutěži také FK Bohemians Praha, který sestoupil z Gambrinus ligy, ale nebyla mu udělena licence od Českomoravského fotbalového svazu a místo 16. celku 2. ligy získal už zmiňovaný Varnsdorf. Do 1. ligy postupují Dukla a Žižkov a sestupují Kladno a Hlučín.

## Konečná tabulka
| Poř. | Tým                          | Z  | V  | R | P  | VG | OG | B  |
| ---- | ---------------------------- | -- | -- | - | -- | -- | -- | -- |
| 1.   | FK Dukla Praha               | 30 | 18 | 9 | 3  | 55 | 18 | 63 |
| 2.   | FK Viktoria Žižkov           | 30 | 16 | 7 | 7  | 44 | 31 | 55 |
| 3.   | FC Vysočina Jihlava          | 30 | 15 | 8 | 7  | 49 | 29 | 53 |
| 4.   | MFK OKD Karviná              | 30 | 13 | 7 | 10 | 42 | 36 | 46 |
| 5.   | FK Fotbal Třinec             | 30 | 12 | 8 | 10 | 32 | 34 | 44 |
| 6.   | FK Baník Sokolov             | 30 | 12 | 7 | 11 | 53 | 51 | 43 |
| 7.   | FC Graffin Vlašim            | 30 | 12 | 6 | 12 | 38 | 32 | 42 |
| 8.   | FC Zenit Čáslav              | 30 | 11 | 8 | 11 | 37 | 48 | 41 |
| 9.   | FK Spartak MAS Sezimovo Ústí | 30 | 11 | 7 | 12 | 42 | 40 | 40 |
| 10.  | AC Sparta Praha „B“          | 30 | 11 | 6 | 13 | 35 | 47 | 39 |
| 11.  | FC Tescoma Zlín              | 30 | 11 | 5 | 14 | 46 | 45 | 38 |
| 12.  | FK Baník Most                | 30 | 10 | 7 | 13 | 35 | 46 | 37 |
| 13.  | SK Slovan Varnsdorf          | 30 | 10 | 7 | 13 | 33 | 38 | 37 |
| 14.  | 1. SC Znojmo                 | 30 | 10 | 6 | 14 | 30 | 40 | 36 |
| 15.  | SK Kladno                    | 30 | 8  | 7 | 15 | 42 | 48 | 31 |
| 16.  | FC Hlučín                    | 30 | 6  | 3 | 21 | 36 | 66 | 21 |

Poznámky
- Z = Odehrané zápasy; V = Vítězství; R = Remízy; P = Prohry; VG = Vstřelené góly; OG = Obdržené góly; B = Body

|  | Postup do Gambrinus ligy 2011/12 |
|  | Sestup do ČFL 2011/12            |
|  | Sestup do MSFL 2011/12           |

## Soupisky mužstev

### FK Dukla Praha
Filip Rada (28/0/17), 
Tomáš Kučera (2/0/0) –
Vadym Antipov (6/0),
Tomáš Berger (28/7),
Patrik Gedeon (12/1),
Marek Hanousek (26/3),
Pavel Hašek (27/3),
Dani Chigou (26/14),
Martin Jirouš (11/1),
Ondřej Kučera (8/0),
Donát Laczkovich (6/0),
Petr Malý (24/4),
Matěj Marič (1/0),
Peter Mičic (7/0),
David Mikula (9/1),
Radim Nečas (7/1),
Jan Pázler (13/2),
Tomáš Pospíšil (20/0),
Vojtěch Přeučil (17/0),
Jakub Sklenář (1/1),
Jan Svatonský (28/5),
Patrik Svoboda (2/0),
Ondřej Šiml (28/2),
Michal Šmíd (25/0),
Jan Vorel (27/1),
Pavel Vrána (14/2)
Ondřej Vrzal (18/1) –
trenér Luboš Kozel

### FC Vysočina Jihlava
Dalibor Rožník (5/0/0),
Martin Svoboda (3/0/1),
Maksims Uvarenko (22/0/9) –
Martin Bača (21/3),
Tomáš Cihlář (8/0),
Robin Demeter (2/0),
Petr Dolejš (28/4),
Filip Dort (28/11),
Jiří Fadrný (1/0),
Jiří Gába (17/1),
Vittorio Da Silva Gabriel (24/1),
Petar Gavrić (13/0),
Radek Görner (23/3),
Jan Halama (21/1),
Karol Karlík (24/1),
Jan Kopic (12/0),
Jan Kosak (3/0),
Peter Krutý (21/3),
Tomáš Kučera (3/0),
Muris Mešanović (10/3),
Jan Šilinger (9/0),
Jan Šimáček (20/2),
Arnold Šimonek (19/3),
Stanislav Tecl (27/10),
Petr Tlustý (24/2),
Lukáš Vaculík (5/0),
Michal Veselý (18/0),
Karel Zelinka (5/0) –
trenéři Luboš Urban (1.–12. kolo) a Josef Vrzáček (13.–30. kolo), asistenti Daniel Šmejkal (1.–12. kolo), Tomáš Jansa a Josef Jinoch (13.–30. kolo)

### MFK OKD Karviná
Jakub Kafka (28/0/11),
Gejza Pulen (2/0/0) –
Elvist Ciku (26/5),
Ondřej Ficek (23/3),
Eduard Gajdoš (8/0),
Michal Gonda (16/0),
Michal Gottwald (9/1),
Josef Hoffmann (19/0),
Jiří Homola (9/0),
Tomáš Jursa (19/0),
Tomáš Knötig (23/3),
Zdeněk Látal (12/3),
Jakub Legierski (2/0),
Roman Mihálik (14/0),
Vladan Milosavljev (28/6),
Vladimír Mišinský (13/3),
Martin Motyčka (26/2),
Peter Mráz (14/0),
Martin Opic (13/4),
Marcel Pavlík (27/1),
Petr Pavlík (3/0),
Antonín Presl (9/1),
Tomas Radzinevičius (12/2),
Radek Slončík (18/1),
Martin Suchý (3/0),
Jan Štajer (16/0),
Daniel Tchuř (9/0),
Pavel Vrána (13/6),
Lukáš Zápotoka (1/0),
Tomáš Zápotoka (2/0) –
trenéři Jiří Balcárek (1.–10. kolo) a Karel Kula (11.–30. kolo), asistenti Karel Kula (1.–10. kolo) a Marek Poštulka (11.–30. kolo)

### FK Fotbal Třinec
Václav Bruk (1/0/0),
Martin Lipčák (30/0/11) –
Marcin Bednarek (3/0),
Ondřej Byrtus (12/0),
Miroslav Ceplák (22/3),
Tomáš Cihlář (11/0),
Martin Doležal (13/0),
František Hanus (25/8),
Michael Hupka (27/0),
Jaroslav Chlebek (12/0),
Petr Joukl (27/0),
Pavel Karlík (4/0),
Radek Kuděla (28/0),
Petr Lisický (30/1),
Pavel Malíř (29/6),
Martin Maroši (8/2),
Martin Minarčík (11/0),
Tomáš Mrázek (15/1),
Patrick Oboya (9/1),
Ebus Onuchukwu (23/4),
Tomas Radzinevičius (8/3),
Daniel Rehák (25/1),
Patrik Siegl (18/0),
Martin Surynek (12/0),
Peter Štyvar (7/1) –
trenéři Zdeněk Dembinný (1.–5. kolo), Patrik Krabec (6.–10. kolo) a Ľubomír Luhový (11.–30. kolo)

### FC Tescoma Zlín
Stanislav Dostál (3/0/0),
Aleš Kořínek (12/0/2),
Jindřich Skácel (12/0/4),
Jakub Zapletal (3/0/1) –
Martin Bačík (24/7),
Jaroslav Borák (13/1),
Radim Bublák (10/2),
Marek Čelůstka (1/0),
Štěpán Červenka (1/0),
Jiří Dobeš (26/0),
Roman Dobeš (27/9),
Pavel Elšík (26/2),
Tomáš Hájek (8/0),
Jan Jelínek (25/0),
Jakub Jugas (10/0),
Zdeněk Konečník (7/1),
Karel Kroupa (13/6),
Lubomír Kubica (3/0),
Petr Kurtin (2/0),
Pavel Malcharek (11/0),
Michal Malý (17/0),
Lukáš Motal (1/0),
Filip Novák (29/8),
Lukáš Pazdera (20/0),
Tomáš Poznar (22/5),
David Šmahaj (19/1),
Michal Šrom (25/1),
Petr Švach (13/0),
Ivo Zbožínek (27/2),
Lukáš Železník (2/0) –
trenér Alois Skácel

### 1. SC Znojmo
Vlastimil Hrubý (21/0/4),
Martin Šustr (9/0/4) –
Martin Baláž (2/0),
Radek Coufal (7/0),
Oldřich Helebrant (1/0),
Josef Hnaníček (13/0),
Roman Hříbek (23/0),
Todor Jonov (28/6),
Tomáš Kazár (13/0),
Gregor Kováč (23/4),
Domagoj Krajačić (13/1),
Dominik Krhut (17/1),
Matúš Lacko (15/0),
Zdeněk Látal (13/1),
Tomáš Lukáš (23/3),
Zdeněk Mička (24/3),
Matúš Minarech (12/0),
Radim Nepožitek (14/2),
Lukáš Podzemský (21/0),
František Schneider (8/0),
Ondřej Sukup (20/1),
Marek Šichor (5/0),
Jan Šilinger (12/0),
Josef Šplíchal (1/0),
Roman Švarc (5/0),
Radomír Trnovec (22/0),
Václav Vašíček (9/4),
Martin Vavřík (8/0),
Petr Zapalač (15/3),
Jiří Zifčák (7/1),
Lukáš Zifčák (1/0) –
trenér Bohumil Smrček, asistent Michal Sobota

### FC Hlučín
Martin Berkovec (6/0/0),
David Hampel (12/0/3),
Michal Václavík (12/0/0) –
Michal Andrýsek (1/0),
Daniel Bartl (14/3),
Lukáš Bartošák (24/3),
Petr Bogdaň (25/4),
Vladimír Coufal (14/0),
Niall Cousens (7/1),
Václav Cverna (14/1),
Radek Gulajev (9/4),
Miroslav Hajčík (9/0),
Martin Hanus (13/1),
Petr Hošek (14/4),
Tomáš Hrtánek (26/0),
Jaroslav Kašpar (2/0),
Marek Kindel (4/0),
Petr Koubek (10/0),
Tomáš Kula (1/0),
David Liška (1/0),
Petr Mareš (12/2),
Zoran Milutinović (13/1),
Lukáš Motal (15/1),
Václav Mozol (23/3),
Tomáš Nuc (11/0),
Petr Ondrušík (14/0),
Petr Pavlík (11/0),
Siniša Rožman (3/0),
Martin Skřehot (4/0),
Jan Schulmeister (8/2),
Vojtěch Schulmeister (7/1),
Michal Skwarczek (3/0),
Robin Štefek (14/1),
David Šupolík (2/0),
Miroslav Ulma (12/0),
Ondřej Vaněk (12/0),
Jan Wludyka (6/0),
Zdeněk Zahálka (6/1),
Lukáš Železník (3/0),
Libor Žondra (14/2) –
trenéři Václav Daněk (1.–4. kolo), Jaroslav Gürtler (5.–7. kolo) a Jiří Bartl (8.–30. kolo), asistenti Peter Drozd (1.–4. kolo) a Jiří Berousek (5.–30. kolo)

## Výsledky
|                     | DUK | VLA | ZIZ | SPB | JIH | ZLN | TRI | SOK | SEZ | VAR | KAR | MOS | CAS | ZNO | KLA | HLU |
| ------------------- | --- | --- | --- | --- | --- | --- | --- | --- | --- | --- | --- | --- | --- | --- | --- | --- |
| FK Dukla Praha      | XXX | 1:0 | 1:1 | 2:0 | 3:1 | 2:0 | 2:0 | 1:0 | 1:1 | 3:0 | 3:1 | 2:0 | 5:0 | 2:0 | 3:1 | 2:0 |
| FC Graffin Vlašim   | 2:1 | XXX | 0:1 | 2:2 | 0:1 | 3:1 | 0:1 | 0:1 | 2:1 | 1:1 | 4:1 | 2:0 | 2:3 | 2:1 | 2:3 | 2:0 |
| FK Viktoria Žižkov  | 2:1 | 0:1 | XXX | 3:1 | 0:0 | 1:0 | 1:2 | 1:0 | 2:0 | 2:0 | 1:0 | 1:1 | 0:1 | 2:1 | 0:2 | 1:1 |
| AC Sparta Praha „B“ | 0:3 | 1:0 | 2:1 | XXX | 2:0 | 2:0 | 1:2 | 0:1 | 1:1 | 1:2 | 0:1 | 2:1 | 4:1 | 1:0 | 2:1 | 1:0 |
| FC Vysočina Jihlava | 0:0 | 2:1 | 3:3 | 5:1 | XXX | 1:1 | 0:0 | 2:1 | 2:1 | 1:0 | 2:0 | 1:1 | 6:1 | 2:1 | 2:1 | 3:1 |
| FC Tescoma Zlín     | 0:0 | 1:1 | 0:1 | 5:0 | 1:4 | XXX | 1:0 | 4:0 | 2:0 | 3:2 | 4:1 | 4:1 | 1:0 | 1:2 | 2:1 | 2:2 |
| FK Fotbal Třinec    | 1:1 | 0:0 | 1:4 | 3:0 | 1:0 | 2:1 | XXX | 2:2 | 1:0 | 2:1 | 0:0 | 1:2 | 2:0 | 0:3 | 2:0 | 1:0 |
| FK Baník Sokolov    | 3:3 | 3:1 | 2:1 | 2:2 | 2:1 | 2:3 | 2:2 | XXX | 5:1 | 1:3 | 1:0 | 2:0 | 0:2 | 1:2 | 4:2 | 4:2 |
| FK Sezimovo Ústí    | 1:2 | 0:1 | 2:0 | 1:2 | 2:0 | 3:2 | 1:0 | 4:1 | XXX | 3:0 | 0:0 | 3:1 | 1:1 | 1:1 | 1:1 | 0:1 |
| SK Slovan Varnsdorf | 0:0 | 0:0 | 3:3 | 2:0 | 0:0 | 0:1 | 2:0 | 1:1 | 3:1 | XXX | 2:0 | 1:2 | 3:1 | 2:0 | 1:1 | 3:2 |
| MFK OKD Karviná     | 1:1 | 0:0 | 1:2 | 2:1 | 2:1 | 4:3 | 2:1 | 0:0 | 2:0 | 2:0 | XXX | 4:0 | 5:0 | 3:3 | 0:2 | 3:1 |
| FK Baník Most       | 1:1 | 2:3 | 0:1 | 1:1 | 1:0 | 3:1 | 0:0 | 0:2 | 2:3 | 1:1 | 2:1 | XXX | 1:0 | 0:1 | 2:2 | 3:0 |
| FC Zenit Čáslav     | 0:2 | 2:1 | 1:1 | 1:1 | 1:1 | 2:0 | 4:1 | 3:0 | 1:1 | 2:0 | 1:1 | 0:1 | XXX | 0:0 | 3:1 | 3:2 |
| 1. SC Znojmo        | 0:3 | 3:0 | 0:1 | 2:1 | 0:4 | 1:1 | 2:0 | 2:5 | 1:4 | 0:1 | 0:1 | 0:1 | 1:1 | XXX | 2:0 | 1:0 |
| SK Kladno           | 0:2 | 1:1 | 1:3 | 0:0 | 1:2 | 2:0 | 1:1 | 3:3 | 1:2 | 1:0 | 0:1 | 5:3 | 3:0 | 0:1 | XXX | 3:0 |
| FC Hlučín           | 2:1 | 0:5 | 3:4 | 2:3 | 2:3 | 2:1 | 1:3 | 3:2 | 1:3 | 2:0 | 1:3 | 1:2 | 1:2 | 0:0 | 3:2 | XXX |